# Rotterdam (schip, 1908)
Deze Rotterdam uit 1908 was een stoomschip, het vierde schip van die naam van de Holland-Amerika Lijn. Het schip werd gebouwd bij Harland & Wolff Ltd. te Belfast. Het moest de SS Rotterdam III opvolgen, die in 1906 door de HAL werd verkocht. Nieuw was het volledig met glas afgesloten promenadedek, uniek voor de passagiersschepen die in die tijd de Atlantische Oceaan overstaken.
De SS Rotterdam IV maakte haar maiden-trip op 13 juni 1908 van Rotterdam naar New York. Ze kwam daar op 7 juli aan met 1009 passagiers aan boord (445 in eerste klasse, 564 in tweede)
In 1909, tijdens dichte mist onderweg naar New York botste een kleinere boot tegen een van de schroeven van de SS Rotterdam IV. Ze werd terug naar Rotterdam gebracht voor een reparatie.
Met haar bruto tonnage van 24.000 ton was het schip in die jaren het grootste schip in Nederlandse koopvaardijvloot. Enige tijd was het ook het vlaggenschip van de Holland-Amerika Lijn, tot deze titel naar de Statendam ging. Tijdens de winterseizoenen maakte de SS Rotterdam IV cruises in het Middellandse Zee gebied. Daarmee behoorde ze tot de eerste Nederlandse schepen die werden ingezet voor cruises.

## Tijdens de Eerste Wereldoorlog
Het stoomschip heeft tijdens de Eerste Wereldoorlog miljoenen Amerikaanse soldaten vervoerd naar Frankrijk. Het schip heeft ook wapens van Amerika getransporteerd naar Europa, hoewel Nederland niet deelnam aan de Eerste Wereldoorlog. De Duitsers wisten niet dat het stoomschip munitie voerde. In 1917 werd het schip opgelegd om verdere oorlogsschade te voorkomen.

## Naoorlogse dienstjaren en sloop
Na de Eerste Wereldoorlog werd het schip weer ingezet voor het transport van passagiers over de Atlantische Oceaan. In 1929 werd het schip verbouwd waarbij de indeling in drie klassen plaats maakte voor twee klassen. De capaciteit van het schip was hierdoor 517 passagiers in de eerste klasse en 1130 in de toeristenklasse. Begin jaren 30 werd haar romp geheel wit geschilderd. In 1935 liep het schip nabij eilandengroep Morant Cays nabij Jamaica op een rif. Het werd vlot getrokken en bij Wilton-Fijenoord hersteld. Eind jaren 30 liep het tijdperk van de stoomschepen ten einde. De Rotterdam werd in 1939 in Rotterdam opgelegd en uiteindelijk gesloopt in 1940. Het schip had toen een afstand afgelegd die overeenkwam met ruim 70 keer de wereld rond. Het zou tot 1959 duren voor de Holland-Amerika Lijn een vijfde passagiersschip met dezelfde naam Rotterdam in dienst nam.